# Protijed
Protijed (též antidotum, z řeckého antidoton) je látka s opačným účinkem k jiné látce, protilátka čili protijed. Jsou různorodou skupinou látek, které se vážou na jedovatou látku, inaktivují ji nebo ruší její toxický účinek. Obecně rozšířená mylná představa je, že většina otrav (intoxikací) je léčitelná výhradně pro ně určenými (specifickými) antidoty. Tato specifická antidota se používají jen k několika málo látkám. U ostatních otrav se aplikují nespecifická antidota – střevní adsorbencia, hlavně tzv. živočišné uhlí, nebo jsou léčeny symptomaticky.
Účinek je větší tím, čím dříve se podají, ale indikace podání nejsou jednotné. Například u benzodiazepinů (BZD) až při kómatu, u opiátů při depresi dechu nebo až po požití toxické dávky (např. u paracetamolu, olova).
Většina specifických antidot není registrována (malá poptávka), ministerstvo zdravotnictví (MZ) udílí výjimku z registrace. Vzácná antidota jsou dostupná v Toxikologickém informačním středisku a obecně jsou dostupná jen některá. Například ve vybavení pražské Zdravotnické záchranné služby (ZZS HMP) pro rok 2021 je atropin, calcium gluconicum, carbo activatus (Carbosorb), ethanol magistraliter p.o., flumazenil (Anexate), glukagon (Glucagen), hydroxycobalamin (Cyanokit), naloxon (v abecedním pořadí).

## Některá antidota

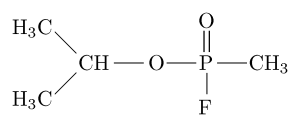
Smrtelně jedovatý Sarin, který byl použit při útoku v tokijském metru.

1. Antagonisté opioidů – opioidy mohou způsobit útlum dechového centra a další negativní účinky. Nutné je pak podat antagonistu naloxon nebo dualistu opioidů nalorfin, který s nimi „soutěží“ o stejné receptory.
2. Antagonisté benzodiazepinů – benzodiazepiny mohou navodit útlum v centrální nervové soustavě (CNS). Antagonistou je flumazenil.
3. Antagonista heparinu – heparin snižuje srážení krve, do cévního řečiště je nutné podat protamin, který heparin vyváže a zamezí jeho působení.
4. Chelátotvorné látky – významná antidota při otravách těžkými kovy. Při otravách olovem, manganem a kobaltem se použije vápenatá sůl ethylendiamintetraacetátu (CaEDTA). Dimerkaprol (BAL – Britský antilewsit) je účinnou látkou proti otravám arsenem, zlatem a rtutí. Podává se do svalu po dobu cca jednoho týdne. Při otravě železem se podává deferoxamin.
5. Acetylcystein – mukolytikum, které lze podat při předávkování paracetamolem.
6. Oxidoredukční látky – thiosulfát se používá při otravách kyanidy a dusitanem sodným, methylenová modř se podává při methemoglobinémií (modrání kojenců). Při léčbě cytostatiky lze ke zmírnění nežádoucích účinků vzít některé látky s -SH skupinou, jako mesna (merkaptoethansulfonát).
7. Atropin – podává se při otravě cholinomimetiky. Při otravě organofosfáty jako jsou Tabun nebo Sarin lze aplikovat pralidoxim, který reaktivuje zablokovaný enzym acetylcholinesterázu.
8. Fysostigmin – používá se jako antagonista antimuskarinových účinků v CNS.
9. Ethanol – lze použít jako protijed při otravě metanolem a ethylenglykolem. Soutěží s nimi o stejná vazební místa a tím snižuje jejich škodlivý účinek.